# Min omsorg, Herre, vare den
Min omsorg, Herre, vare den är en psalmtext av Lina Sandell-Berg. Den består av fem 7-radiga verser. Melodin är densamma som till psalm nr. 162 i Ahnfelts sånger.

## Publicerad i
- Sionstoner 1889 som nr 673 under rubriken "Sånger om frälsningen".
- Metodistkyrkans psalmbok 1896, som nr 313 under rubriken "Andliga erfarenheter". Bearbetad samt utan den fjärde versen och inledningen Min enda omsorg, vare den.
- Svenska Missionsförbundets sångbok 1920 som nr 39 under rubriken "Skapelsen".
- Sionstoner 1935 som nr 354 under rubriken "Nådens ordning: Trosliv och helgelse".
- Lova Herren 1988 som nr 27 under rubriken "Guds godhet och fadersomsorg".